# Плзењски устанак (1953)
Пилзенски устанак је назив за насилно угушене антикомунистичке нереде који су се догодили у Плзењу 1. јуна 1953. године. Плзењски устанак био је један од највећих од више од 130 штрајкова и нереда који су се догодили у Чехословачкој од 2. до 5. маја 1953. године. Устанак је праћен насилним акцијама обе стране, и на крају је угушен оружаном силом власти. Била је то највећа масовна акција против владајућег режима Комунистичке партије Чехословачке, која је покренула лавину антикомунистичких скупова у неким земљама источне Европе педесетих година 20. века.

## Предуслови
Побуну у Плзењу покренула је економске кризе коју је у земљу донела влада Комунистичке партије доношењем низа мера и реформи. Највеће незадовољство изазвала је монетарна реформа одобрених 30. маја 1953. године, којом је већи део друштва ускраћен због штедње и смањених бенефиција до тада снажно подржаване радничке класе. Најмоћнији наступ грађана био је у Плзењу.
Све је почело у Шкоди (у то време то је била фабрика Владимира Иљича Лењина) говором директора компаније Брабеца, који је разговарао са запосленима на фабричком радију. Уследили су партијски састанци на којима се разговарало о девизном курсу и нивоу зарада након реформе. На партијском састанку у локомотиви, чланови Комунистичке партије указали су на лажне тврдње вођа о снази валуте, великим набавкама истакнутих комуниста унапред обавештених о повољнијем преносу зарада добитницима државних зарада.
Плзењски устанак који је био највећи од више од 130 штрајкова и нереда у Чехословачкој који су се догодили од 2. до 5. маја, током јуна 1953. године, окупио је око 20.000 људи, који су контролисали велики део града мање од једног дана, јер је касно увече њихова непослушност сузбијена позваним оружаним појачањем.
Током устанка у Плзењу, 250 људи је повређено на обе стране, док је 331 особа накнадно осуђена у политичким процесима и каснијим таласом репресије и чистки. Са друге стране, режим, коме је претио унутрашњи колапс, био је присиљен на одређене уступке који су довели до побољшања животног стандарда становништва, што је на крају стабилизовало и Чехословачку владу.

## Узроци
После фебруарског пуча 1948. године, чехословачки комунисти започели су обнову Чехословачке по совјетском узору, напуштајући традиционалну лаку индустрију (стакло, текстил итд.) и производењу производа широке потрошње, и почели да граде тешку индустрију, да би од 1951. почели и да стварају јаку војску за нови светски рат.
Економија је расла по стопи од 30%, али пад производње у лакој индустрије и акутни недостатак робе широке потрошње значили су да номинални доходак становништва није вредан потрошње. Огроман новац је уложен у индустрију, али га индустрија није могла вратити. Дошло је до катастрофалног унутрашњег дуга и, пре свега, до великог пораста непокривене куповне моћи становништва.
Изузетак је била колективизована аграрна сфера која је обезбеђивала мали део зарада радницима. Поред тога, још увек је постојао систем нормирања са маркицама за храну, уведен после Другог светског рата.
Појаве попут брзе милитаризације друштва, колективизације у пољопривреди, политичких процеса, недостатка робе широке потрошње, па чак и хране, довеле су у периоду од 1951. до 1953. године до дубоке економске и социјалне кризе, а режим је у тим условим био у стварној опасности од унутрашње колапса.
Новчана реформа од 31. маја 1953. године омогућила је комунистичком режиму да контролише оно што још није у потпуности контролисала - новац . Људи су изгубили већину уштеђевине коју је држала држава, као и све везано за депозите, државне обвезнице, животно осигурање и друге хартије од вредности. Истовремено, цене су порасле за 14% (робе широке потрошње) и 27% хране.
Монетарна реформа утицала је на све слојеве становништва, али највише на оне који су били покровитељи режима и на којем је режим градио свој ауторитет, на раднике. Радници су изненада изгубили већину бенефиција на којима је режим стекао њихову лојалност. Супротно томе, држава се знатно обогатила и њен профит се процењује на више од 14 милијарди круна у то време. Поред погоршања њихових стварних прихода, незадовољство становништва погоршавало је и то што је Министарство унутрашње трговине престало да испоручује робу за бесплатну продају у малопродајној мрежи, тако да људи нису могли да троше новац у куповинама а размишљало се и о новим реформамам које су у јавност процуриле током маја 1953. године.
Режим је предвидео могућу реакцију јавности и 28. маја организовао одабране делове војске, Народну милицију и њен партијски апарат. У таквим условима Чехословачку је од  2- до 5. јуна 1953. године захватио талас 130 спонтаних штрајкова и демонстрација различитих величина, од којих је најпознатији и најмасовнији био устанак у Плзењу.

## Олуја у Плзењу
Предвече 30. маја у 17 сати радио је први пут извештавао о монетарној реформи, а следећег дана информације су објављене у штампи. Највећи протести започели су следећег дана у фабрици Шкода у Плзењу, која је у то време носила име фабрике Владимира Иљича Лењина. Јутарња смена била је огорчена реформом. У почетку су се људи бавили економским циљевима - Шкода из Плзења намерно је прерано исплаћивала зараде да их не би исплаћивала тек након монетарне реформе, чиме је исплата обезвређена (међутим, бес се касније окренуо против Прага и режим уопште).
Током партијских састанака почеле су да се формирају дискусионе групе међу нестраначким личностима у просторијама фабрике. У пола девет, гужва у дворишту фабрике стопила се у гомилу од око хиљаду људи, која је била удаљена око 300 метара од фабричке капије.
Убеђивање званичника Комунистичке партије и Револуционарног синдикалног покрета није успело. Извиждан је био и директор Брабец, који је поново покушао да говори. Центар незадовољства био је у инжењерским радионицама, док се топионичари нису придружиле демонстрацијама, иако је око 250 демонстраната ушло у одељење. Део радника изашао је испред фабричке капије. У том тренутку, Регионални комитет Комунистичке партије добио је информације о коловођама демонстрација у чешким железницама и у погону електромотора Пилсен-Доудлевец.
У 10.45 сати Шкода је поново радила, а уз помоћ обезбеђења и Народне милиције мир је обновљен и на ЧСД-у. Међутим, истовремено је из погона електромотора изашла поворка од око 600 људи. Испред главне капије Шкоде она се удружила са локалним демонстрантима, којима су се придружили и други Шкодини радници. Демонстранти су кретала према Тргу републике и на улицама Плзења добијала на броју.
У исто време, неки демонстранти покушали су да продру у подручје Шкоде кроз четврту капију. Дошло је до жестоког сукоба са кордоном Народне милиције и Унутрашње гарде. Оружане снаге су брутално гурнуле демонстранте на улицу користећи аутомате. Демонстранти су потом изашли на главни трг, око хиљаду људи.
Око једанаест сати главне групе удружиле су снаге и кренуле ка центру Трга републике, где се у градској кући већ формирала група од око хиљаде демонстраната (демонстрацијама су се придружили и многи студенти). Укупно се радило о око 20.000 људи. Овде треба поменути да је међу демонстрантима био и велики број чланова из редова Комунистичке партије.
Једна група успела је да контролише градски радио, па су се Плзењом ориле соколске песме и изјава попут ове: „Кажемо целом свету да желимо да поново будемо слободни!“
Демонстранти су узвикивали антирежимске пароле и послали двојицу посланика у зграду градске куће, који су тамо ухапшени. Демонстранти су потом заузели градску кућу, и корз прозоре избацили слике Готвалда и Стаљина и заменили их портретом Едварда Бенеша. Уништени су и други комунистички симболи. Заузет је и градска судница у којој су уништени судски списи, а неуспешно је покушан напад на затвор Бори и ослобађање тамо затворених политичких затвореника. Један од судија покушао је да се одбрани пуцањем из службеног пиштоља, а неке од судија које су учествовале у политичким процесима су ухапшене.
На Дукелнским наместима, демонстранти су уништили 10 х 15 метара велики дрвени банер, са картом Совјетског Савеза и натписом: "Са СССР заувек . Око 14 сати демонстранти су се окупили код споменика Томашу Масарику. Одсвирана је химна и Масарикова омиљена песма „Тече вода, тече“. Ватрогасном возилу које је желело да масу отера млазом воде пресечена су црева. У јужном предграђу Плзења, други демонстранти сукобили су се са војном јединицом. Неколико војника је разоружано. а Народне милиције и СНБ измгубила је контроли.
Током поподнева, демонстранти су преузели контролу над целим градом. Међутим, њихова очекивања да ће се устанак проширити и на друге градове нису се остварила.
Да би сузбили устанак, у град су послата снажна појачања која су се састојала од наоружаних јединица Граничне страже, Чехословачке народне армије, Народне милиције, СтБ и трупа Министарства националне безбедности . Током поподнева ове јединице су постепено повратиле контролу над градом, а увече је било само појединачних окршаја.
Присталице режима су касно поподне одржале демонстрације у знак подршке, током којиј је на данашњем Масариковом тргу срушен споменик Томашу Масарику. Према савременим сведочењима, глумац из Плзењског театра учествовао је у уклањању статуе Јосефа Ветровец. Он је требало да око врата бронзане статуе постави омчу како би је дизалицом могао подићи на камион, према другим сведочењима, статуа је сломљена на месту. Истог дана топљен је у погонима Шкоде. Судбина осталих делова скулптуре остаје непозната. За одмазду, студент пословне академије бацио је Готвалдову бисту с прозора зграде на подручје Масариковог трга.
Током устанка нико није убијен (али су две особе накнадно умрле од рана задобијених из ватреног оружја), повређено је 200 демонстраната и 48 припадника комунистичких репресивних снага. Такође је ухапшено осуђено 331лица која која су била изложена оштрим репресијама од стране режима, као одговор на њихов устанак.

## Последице
Одмах након гушења устанка започела су хапшења и припрема политичких суђења (не само у Плзењу већ и у свим местима на којима су избијале демонстрације). Око 650 људи је ухапшено у Плзењу, као и 84 особе у Острави, 61 у Прагу, 18 у Стракоњицама и 9 у Вимперку.
У јулу 1953. године само у Плзењу је одржано 14 политичких процеса у којима је осуђена 331 особа. Било је и вансудског прогона. Утврђено је и да је било је отпуштања или присилних деложација.
Иако устанак у принципу није могао значајно угрозити режим, његове размере су изненадиле режим, као и чињеница да је учествовао један број чланова Комунистичке партије Чехословачке. Странка је наредила чистку чланова социјалдемократског опредељења или оних са недовољно лојалности. Убрзо након укидања устанка, председник Антоњин Запотоцки напао је раднике у свом говору, рекавши да "није могуће да се створи култ радника којима је све дозвољено." Међу члановима Комунистичке партије такође је био талас провере и чишћења.
Важна последица нереда и антирежимских демонстрација у јуну 1953. године била је промена приоритета комунистичког режима, који је почео да предузима прагматичне кораке да би вратио подршку својој влади у друштву - посебно да би подигао животни стандард становништва. Стога је, на пример, дошло до делимичног смањења милитаризације друштва и подршке тешкој индустрији. Захваљујући томе, комунистички режим је успео да консолидује и стабилизује своју владу, тако да је током највећих немира који су захватили Мађарску и Пољску 1956. године ситуација у Чехословачкој (осим страха од комуниста) остала врло мирна.
Лидери Комунистичке партије били су одлучни да цео догађај прикажу као испровоциран империјалистичким агентима, ки остали су у служби до 1989. У Чехословачкој се нису догодили нови насилни устанци чији је циљ био уништавање комунистичког режима.
Баршунаста револуција 1989. године, којом је окончана владавина Комунистичке партије, одвијала се без насиља. Детаљна свест о догађајима у Плзењу 1953. године била је и још увек је релативно значајна у чешкој јавности. Поколебано веровање у стабилност валуте трајало је деценијама.

## Одјек устанка у Плзењу на земље у окружењу
Устанак у Плзењу прелио се и на друге комунистичке сателите. Па су се тако;
- Две недеље касније јавили антикомунистички немири у ДДР, (7. јуна 1953. године)

- Немири у Познању, у Пољској тзв. Познањски устанак који је започео 28. јуна 1956. године, и у коме је народ захтевајући боље услове рада у фабрици H. Cegielski – Poznań наишао на насилне репресије. На групу од 100.000 људи која се окупила у центру града поред локалне зграде министарства унутрашњих послова, изведено је око 390 тенкова и 10.000 војника Пољске народне армије и Унутрашњег безбедосног корпуса под командом пољско-совјетског генерала Станислава Поплавског који је имао наређење да угуше демонстрације и током пацификације пуцају по народу.[16]
- Народни устанка у Мађарској.

Међутим, у време ових устанака у источној Европи ситуација у Чехословачкој је остала мирна.